# Edmundston
Edmundston is een stad in de Canadese provincie New Brunswick. De inwoners zijn voornamelijk Franstalig. 

## Geografische ligging
Edmundston ligt in het noordwestelijk deel van New Brunswick, een provincie in Oost-Canada. Door deze ligging grenst Edmundston aan Quebec en Maine, Verenigde Staten. Door Edmunston stroomt de Madawaska River, die uiteindelijk uitmondt in de grootsere Saint John River. Deze rivier vormt, verdeeld over twee stroken, een stuk natuurlijke grens met de Verenigde Staten. De Edmundston-Madawaska Bridge verbindt Edmundston met de stad Madawaska in Maine (VS).

## Geschiedenis
In 1998 vormden vier aaneensluitende plaatsen in Madawaska County het huidig Edmundston: Saint-Jacques, Verret, Edmundston and Saint-Basile. De oorspronkelijke naam van Edmundston is Petit Sault (Little Falls). Uiteindelijk werd de stad naar Edmund Walker Head vernoemd, 'Lieutenant-Governor' van New Brunswick (1848-1854) en later 'Governor-General' van Canada (1854-1861). Voordat de eerste kolonisten zich in dit gebied vestigden, werd het door de indianen 'Madoueskak' genoemd; huis van de stekelvarkens.

## Edmundston nu
De gemiddelde leeftijd van de bevolking van Edmundston is 45,4 jaar. 86,7% is 15 jaar of ouder. De beroepsbevolking is zeer gevarieerd, hoewel bijna 40% werkzaam is in de 
retailindustrie, de productie of in de zorg. De dichtstbijzijnde luchthaven is Edmundston Municipal Airport, 45 km ten zuiden van de stad in Saint-Leonard. Het Edmundston Regional Hospital met 169 bedden ligt in het centrum van Edmundston. Er zijn diverse scholen voor lager en hoger onderwijs.

## Toerisme
Op toeristisch gebied heeft Edmundston onder meer het volgende te bieden:
- Mont Farlagne, skiën en snowboarden, 5 stoeltjesliften, snowpark. Geopend van december tot en met maart, afhankelijk van het weer.
- Fraser Edmundston Golf Club, 18 holes
- Petit Témis Interprovincial Linear Park, fietsroute langs diverse bezienswaardigheden
- Fortin du P'tit Sault Blockhouse, gebouw van waaruit men in het verleden, toen Edmundston nog Petit Sault genoemd werd, voor de verdediging van het achterliggend gebied zorgde. Het oorspronkelijke gebouw is in 1855 door de bliksem getroffen en verwoest. In 2000 is het dankzij giften herbouwd.
- The New Brunswick Botanical Garden
- Antique Automobile Museum
- Chandelles Artisanales, kaarsenmakerij
- Madawaska Historical Museum
- Cyr Historical House and Chapel Museum
- The Skate Park, skateboard-park